# Shennong (köping i Kina)
Shennong (kinesiska: 神农, 神农镇) är en köping i Kina. Den ligger i provinsen Shanxi, i den norra delen av landet, omkring 220 kilometer söder om provinshuvudstaden Taiyuan. Antalet invånare är 21 020. Befolkningen består av 10 715 kvinnor och 10 305 män. Barn under 15 år utgör 17,0 %, vuxna 15-64 år 74 %, och äldre över 65 år 8,0 %.
Genomsnittlig årsnederbörd är 637 millimeter. Den regnigaste månaden är juli, med i genomsnitt 182 mm nederbörd, och den torraste är december, med 3 mm nederbörd.